# Tol & Tol
Tol & Tol ist der Name eines niederländischen Duos, das hauptsächlich Instrumentalmusik veröffentlicht. Mitglieder sind die Brüder Cees und Thomas Tol aus Volendam.
Die Musik von Tol & Tol kann weitgehend dem Palingsound zugeordnet werden, sie wird aber auch als moderne Klassik bezeichnet.

## Formationsgeschichte

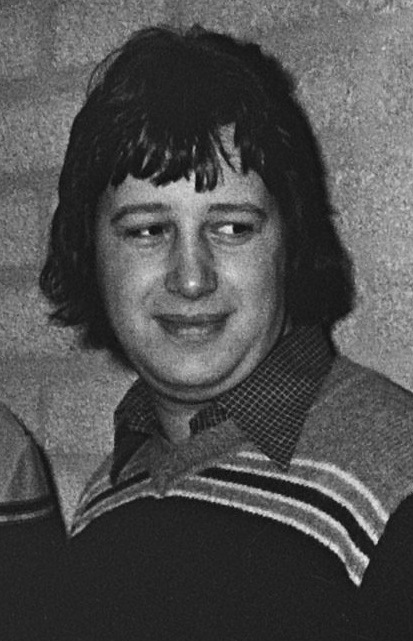
Cees Tol (1978)

Die Brüder Tol gehörten seit 1976 zu BZN (= Band Zonder Naam ⇒ Band ohne Namen), der erfolgreichsten niederländischen Pop-Gruppe in den 1970er Jahren. Thomas Tol komponierte insgesamt 24 Erfolgstitel für BZN, darunter die Nummer-1-Hits Mon Amour und Pearlydumm. Er schreibt zu manchen Songs auch Texte. Cees Tol ist Gitarrist. 
Im Jahr 1988 beendeten die Brüder Tol ihre Mitarbeit bei BZN und starteten eine Karriere als Duo. Ihr erfolgreichster Single-Titel war im Jahr 1990 Eleni, der nicht nur in den Niederlanden, Belgien und Deutschland, sondern auch in vielen anderen Ländern wie den USA die Charts eroberte. Als Kooperationspartnerin für diesen Titel diente die in den Niederlanden lebende griechische Sängerin Corina Vamvakari, Enkelin von Markos Vamvakaris und Nichte von Tol & Tol, die auch bei zahlreichen weiteren Titeln (etwa You Are My World oder Take Me Home) sowie bei Live-Auftritten als Frontfrau bei der tragenden Stimme mitwirkte. Die erste deutsche Version von Eleni veröffentlichte Helena Lind 1990, wobei sie ihren Text selbst schrieb und gemeinsam mit Pete Rico produzierte. Bekanntere deutsche Aufnahmen („Eleni hieß das Mädchen“) wurden 1993 von Andrea Jürgens und („Ich hab noch tausend Träume“) 1997 von Dana Winner interpretiert.
Bis zum Jahr 2001 veröffentlichten die Brüder Tol fünf Alben, die ersten drei platzierten sich jeweils in den Top 25 der niederländischen Charts: Tol & Tol (1989, Platz 7), Sedalia (1991, Platz 18), Tol & Tol III (1993, Platz 23). Das im Jahr 1999 veröffentlichte Album Tol & Tol IV schaffte es nur noch auf Platz 65.
Seit dem Jahr 2002 komponieren die Tols auch für den Sänger Jan Smit, in Deutschland unter Jantje Smit zuerst bekannt geworden. Sein Titel Als de nacht verdwijnt („Als die Nacht verblasste“) wurde ein großer Hit.

## Diskografie (Auszug)

### Alben
| Jahr | Titel     | Höchstplatzierung, Gesamtwochen, AuszeichnungChartsChartplatzierungen (Jahr, Titel, Platzierungen, Wochen, Auszeichnungen, Anmerkungen) | Anmerkungen |
| Jahr | Titel     | NL | Anmerkungen |
| ---- | --------- | --- | ----------- |
| 1989 | Tol & Tol | NL5 Gold · (25 Wo.)NL |             |
| 1991 | Sedalia   | NL20 (13 Wo.)NL |             |
| 1993 | III       | NL24 (14 Wo.)NL |             |
| 1999 | IV        | NL61 (4 Wo.)NL |             |

Weitere Alben
- 1999: Mistiko
- 2001: V
- 2008: Het Allermooiste

### Singles
| Jahr | Titel Album     | Höchstplatzierung, Gesamtwochen, AuszeichnungChartplatzierungen (Jahr, Titel, Album, Platzierungen, Wochen, Auszeichnungen, Anmerkungen) | Höchstplatzierung, Gesamtwochen, AuszeichnungChartplatzierungen (Jahr, Titel, Album, Platzierungen, Wochen, Auszeichnungen, Anmerkungen) | Höchstplatzierung, Gesamtwochen, AuszeichnungChartplatzierungen (Jahr, Titel, Album, Platzierungen, Wochen, Auszeichnungen, Anmerkungen) | Anmerkungen |
| Jahr | Titel Album     | DE | NL | BEF | Anmerkungen |
| ---- | --------------- | --- | --- | --- | ----------- |
| 1989 | Eleni Tol & Tol | DE28 (23 Wo.)DE | NL1 (13 Wo.)NL | BEF41 (1 Wo.)BEF |             |
| 1991 | Sedalia         | — | NL20 (5 Wo.)NL | — |             |

Weitere Singles
- 1993: Watching The Guards
- 2002: Gamenni Kardia
- 2002: You Are My World
- 2002: Florence